# التجربة النهائية (رحلة استكشافية)
كانت التجربة النهائية (بالإنجليزية: The Final Experiment) رحلة استكشافية إلى القارة القطبية الجنوبية عام 2024 لاختبار صحة معتقدات الأرض المسطحة الحديثة. وكانت هذه أول رحلة يقوم بها مؤيدو نظرية الأرض المسطحة إلى القارة القطبية الجنوبية.
نظّم ويل دافي (Will Duffy)، القس المسيحي الأمريكي، هذه البعثة، التي استغرقت ثلاث سنوات من التحضير، حيث دعا ثمانية وأربعين منشئ محتوى إلكترونيًا إلى أنتاركتيكا لمشاهدة شمس منتصف الليل، وهي ظاهرة طبيعية تُناقض معظم معتقدات الأرض المسطحة. ضمّت البعثة كلاً من مؤيدي نظرية الأرض المسطحة و"مؤيدي نظرية الأرض الكروية" (أي من يؤمنون بصورة الأرض الكروية)، والذين اختيروا لتمثيل كلا الجانبين في جدل الأرض المسطحة.
بعد السفر من تشيلي إلى مخيم يونيون الجليدي في غرب أنتاركتيكا، بثّ أعضاء البعثة بثًا مباشرًا لشمس منتصف الليل لعدة أيام. أقرّ جميع المشاركين من مؤيدي الأرض المسطحة بأن شمس منتصف الليل ظاهرة حقيقية. رفض مجتمع الأرض المسطحة النتائج رفضًا قاطعًا، واتهم المشاركين، بمن فيهم مؤيدو الأرض المسطحة، بتزييف البعثة والانضمام إلى مؤامرة أكبر للترويج لنموذج الأرض الكروية.

## معتقدات مؤامرة الأرض المسطحة
تم تحديد الشكل الكروي تقريبًا للأرض من خلال علم الفلك الهلنستي في القرن الثالث قبل الميلاد، ويمكن تأكيده من خلال العديد من أنواع المراقبة التجريبية، بما في ذلك ظهور الأجسام البعيدة على سطح الأرض، وخسوف القمر، وظهور القمر، ومراقبة السماء من ارتفاع معين، ومراقبة بعض النجوم الثابتة من مواقع مختلفة، وملاحظات الشمس، والملاحة السطحية، وتشوه الشبكات على سطح كروي، وأنظمة الطقس، والجاذبية.

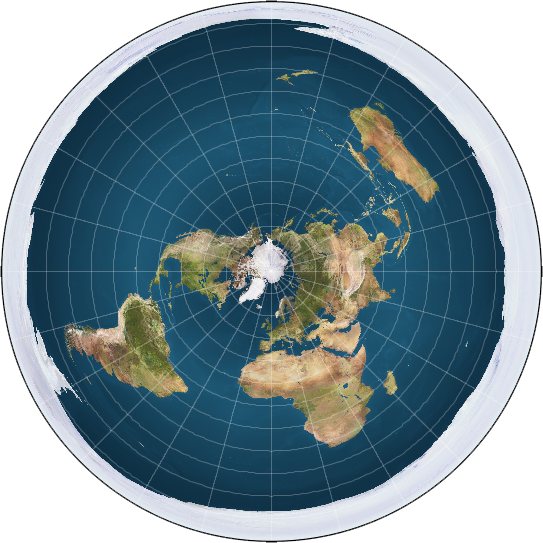
تم استخدام الإسقاط المتساوي البعد السمتي كتمثيل للأرض المسطحة.

استخدم مؤيدو نظرية الأرض المسطحة المعاصرون مواقع التواصل الاجتماعي، مثل يوتيوب وتويتر وريديت، لنشر نظريات مؤامرة معادية للعلم وزائفة علميا، تدّعي أن شكل الأرض عبارة عن قرص مسطح. ووصف المركز الوطني لتعليم العلوم حركة الأرض المسطحة بأنها شكل من أشكال اللاهوت المتطرف القائم على التفسير الحرفي للكتاب المقدس. كما وفّر معلقون سياسيون يمينيون، مثل كاندلس أوينز وتاكر كارلسون، منصةً لترويج معتقدات الأرض المسطحة.
وفقًا لمعتقدات الأرض المسطحة، تُصوَّر القارة القطبية الجنوبية عادةً كـ"جدار جليدي" يحيط بالأرض. ووفقًا لهذا النموذج، ينبغي أن تظهر الشمس وكأنها تشرق وتغرب يوميًا في القارة القطبية الجنوبية، ولا يمكن رصدها في السماء باستمرار لمدة 24 ساعة. وبالتالي، فإن رصد شمس منتصف الليل يُبطل هذه المعتقدات.

## الرحلة الاستكشافية
ويل دافي قس مسيحي متطوع في زمالة مملكة أغابي في ويت ريدج (كولورادو)، ووسيط استثمار سابق. جاءت فكرة تسوية نقاش الأرض المسطحة من خلال مراقبة شمس منتصف الليل في أنتاركتيكا من مناقشات بين دافي وصديق نشر عن إيمانه بالأرض المسطحة على فيسبوك. ووفقًا لموقع دافي الإلكتروني، اتفق كل من المؤمنين بالأرض المسطحة والمؤمنين بالأرض الكروية على أن القدرة على مراقبة الشمس في السماء فوق أنتاركتيكا لمدة 24 ساعة متواصلة من شأنها أن تدحض فكرة الأرض المسطحة. تحدث شمس منتصف الليل عندما يواجه نصف الكرة الجنوبي الشمس بسبب ميلان محور الأرض، وهي ظاهرة ينكرها المؤمنون بالأرض المسطحة.
استغرق التخطيط للرحلة حوالي ثلاث سنوات. دعا دافي أربعة وعشرين من مؤيدي نظرية الأرض المسطحة وأربعة وعشرين من مؤيدي نظرية الأرض الكروية للقيام برحلة إلى مخيم يونيون غلاسير (Union Glacier Camp) الخاص الواقع على خط عرض 79 درجة جنوبًا تقريبًا. تضمنت الرحلة الفعلية أربعة من مؤيدي نظرية الأرض المسطحة وأربعة من مؤيدي نظرية الأرض الكروية بتكلفة بلغت حوالي 35,000 دولار أمريكي للشخص الواحد. قام بعض أعضاء الرحلة بتمويل رحلتهم جماعيًا، بينما يقول دافي إنه دفع تكاليف سفر أربعة من المشاركين. كما أنشأ دافي قناة على يوتيوب بعنوان "التجربة النهائية" (The Final Experiment) للترويج للرحلة وتوثيق النتائج.
لم يسبق لمؤيدي نظرية الأرض المسطحة زيارة القارة القطبية الجنوبية؛ إذ تزعم نظرية مؤامرة شائعة أن معاهدة أنتاركتيكا لعام 1959 قيدت الوصول إلى القارة خلال فصل الصيف للحفاظ على "أسطورة" الشمس الساطعة على مدار اليوم. ورغم ذلك، نزل الفريق في مخيم يونيون غلاسير دون أي مشكلة بعد رحلة جوية من تشيلي. وباستخدام ستارلينك، تمكنوا من بث شمس منتصف الليل مباشرةً لمدة ثلاثة أيام.

## ردود الفعل
جيران كامبانيلا (Jeran Campanella)، وهو يوتيوبر أمريكي مشهور بين منشئي محتوى الأرض المسطحة باسم (Jeranism)، أقر بأن نموذجه للأرض المسطحة لم يعد صالحًا بعد أن شهد شمس منتصف الليل بنفسه. أخبر لاحقًا صحيفة (The Denver Post) أنه "سيبتعد" عن مجتمع الأرض المسطحة. اعترف زميله منشئ الأرض المسطحة أوستن ويتسيت من (Witsit Gets It) بأنه كان مخطئًا بشأن وجود شمس على مدار 24 ساعة، لكنه قال إنه لا يزال منفتحًا على أن تكون الأرض مسطحة، مشيرًا إلى أنه قد تكون هناك طريقة للتوفيق بين معتقدات الأرض المسطحة وملاحظات الشمس على مدار 24 ساعة.
أنكر مجتمع الأرض المسطحة الأوسع نطاقًا نتائج الرحلة الاستكشافية إلى حد كبير، مدعيًا أن اللقطات تم تصويرها في استوديو قبة أو على شاشة خضراء، وأن المشاركين كانوا جزءًا من مؤامرة أكبر للترويج لنموذج الكرة الأرضية. خلال خطبة في 30 ديسمبر، اقترح القس دين أودل (Dean Odle) من ألاباما أن الشيطان خلق كرة نارية لتكون بمثابة شمس زائفة. اتهم بعض أصحاب الأرض المسطحة دافي بأخذ أموال من كنيسته لتمويل الرحلة الاستكشافية، وهو ما أنكره. قال دومينيك إينيارت (Dominic Enyart)، صديق دافي وعضو في جماعته، إن الاتهامات لا أساس لها من الصحة.
صرّح دافي بشأن ردّة فعل مجتمع مؤيدي الأرض المسطحة قائلًا: "مجتمع الأرض المسطحة ينهار. لم يعودوا قادرين على الاتفاق على ما يصدقونه. كل واحد منهم بدأ يختلق نظريته الخاصة بالمؤامرة." وأشار كامبانيلا (Campanella) أن دافي قد يندم على هذه البعثة، مشيرًا إلى أن دافي أصبح "الشرير الأكبر في عالم مؤيدي الأرض المسطحة."

## روابط خارجية
- الموقع الرسمي
 (بالإنجليزية)
- youtube.com/@The-Final-Experiment (مقاطع فيديو التُقِطت أثناء الرحلة الاستكشافية)